# STAKK
STAKK是香港一個網路資訊平台，為電訊盈科主席李澤楷創辦的新媒體，於2016年4月底創站，專攻年輕人市場。根據公司註冊處資料，董事包括曾於《蘋果日報》負責「動新聞」的前數碼策略總監勞敏琪及《信報》財務總監陳健聰。辦公室位於觀塘鴻圖道保華企業中心，在2016年6月已有數十名員工。高峰時期員工達90多人。在2017年6月Facebook讚好數字超過67萬。不過到2017年8月11日大規模裁員後，現只剩下後勤部約7名員工。直至17年12月，Facebook專頁被刪除，正式解散。

## 內容
董事勞敏琪在記者求證時表示以初創企業模式運作，認為應保持低調，並堅稱「公司業務發展路線未定，內容亦未夠好」，表明不接受訪問。不過媒體發現其內容包括Facebook、網頁及應用程式作為發布內容平台。其網站形式以影像及動畫為主，內容主要分為年輕人關心的有趣話題「STAKK STORIES」、「扮工室求生指南」及「城中作樂誌」三部份。其中後者以真人騷短片形式作為媒介，內容包括社區及親情故事，和較為吸引青年人關心的「男女關係」。

## 裁員
2017年6月，消息指行政總裁勞敏琪於內部會議上指員工太本土化為由，裁走24名來自資訊科技部門（IT）員工，相當於公司四份之一人手。公司希望IT團隊可轉攻內地市場。到同年8月11日有不少員工，包括節目監製、主播及內容創作人等收到解僱信，只剩下財務部及營業部等後勤部門約7名員工。有員工認為高層覺得內容「好廢」，故一次過解僱大部份員工。
其中14名員工另起爐灶，在2017年11月11日正式營運新網媒Whizoo Media，由香港上市公司AV Concept「先思行」注資並提供工作空間。